# Franz Oppenhoff

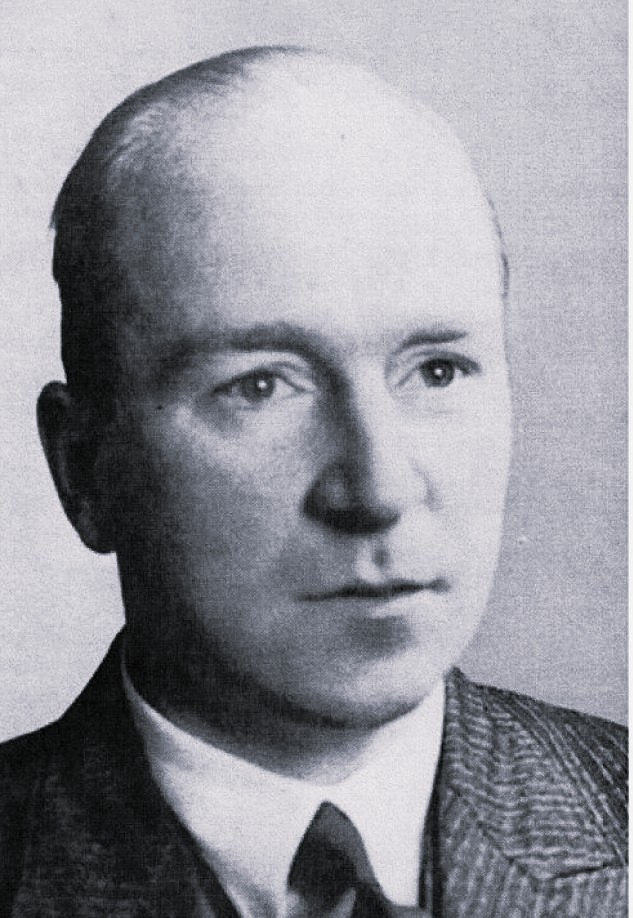
Porträt Franz Oppenhoff

Franz Oppenhoff (* 18. August 1902 in Aachen; † 25. März 1945 ebenda) war ein deutscher Jurist und zwischen 1944 und 1945 Oberbürgermeister von Aachen. Er war der Neffe von Joseph Oppenhoff.

## Leben

### Werdegang
Franz Oppenhoff war der Sohn des Schulrates Franz Oppenhoff (1860–1920) und Enkel des Landgerichtspräsidenten Theodor Oppenhoff. Franz Oppenhoff machte nach dem Abitur 1921 zunächst eine kaufmännische Lehre und arbeitete bis zum Jahr 1924 als Angestellter in der Exportabteilung einer Firma, da zum Studium zunächst kein Geld vorhanden war. An der Universität zu Köln studierte er anschließend Jura und wurde dort aktives Mitglied des Katholischen Studentenvereins Rheinpfalz im Kartellverband katholischer deutscher Studentenvereine. 1933 gründete er in Aachen eine Anwaltskanzlei. Oppenhoff war ein überzeugter Katholik und stark in das kirchliche Leben involviert.
Er war verheiratet und hatte zwei Töchter.

### Zeit des Nationalsozialismus
Oppenhoff habe stets den Beitritt zur NSDAP verweigert und in seiner Personalakte wurde seine „nationalsozialistische Zuverlässigkeit infrage gestellt“, so der Rechtshistoriker Hans-Werner Fröhlich. Oppenhoff engagierte sich als Verteidiger von Priestern und Ordensangehörigen. 1937 übernahm er auch die anwaltliche Vertretung der Druckerei Wilhelm Metz, in der die Kirchenzeitung für das Bistum Aachen gedruckt wurde und deren Inhaber Jude war. Oppenhoff setzte sich gegen die Enteignung des Betriebs ein, nachdem die vom NS-Regime unterdrückte päpstliche Enzyklika Mit brennender Sorge dort gedruckt worden war. Aufgrund seines unerschrockenen Verhaltens wurde Oppenhoff mehrfach von den Nazis verwarnt und seine Kanzlei durchsucht, bis diese dann zwangsweise geschlossen wurde.
Ab April 1942 war Oppenhoff für das Aachener Rüstungsunternehmen Veltrup & Co. als Syndikus und stellvertretender Geschäftsführer tätig und entging durch diese Dienstverpflichtung einer Einberufung zur Wehrmacht.

### Ernennung zum Bürgermeister
Im September 1944 standen amerikanische Truppen kurz vor Aachen. Oppenhoff ging über die Grenze nach Belgien und nahm Kontakt zu den Amerikanern auf. Aachen wurde auf Befehl der NS-Behörden evakuiert, jedoch konnten sich etwa 6000 Einwohner in der Stadt verstecken. Im Oktober bekam Oppenhoff offenbar durch Vermittlung des katholischen Bischofs von Aachen, Johannes Joseph van der Velden, Kontakt zu dem amerikanischen Major, der die Militärregierung in Aachen übernehmen sollte. Nachdem die Stadt von den Amerikanern eingenommen worden war, setzte die Militärregierung Oppenhoff, der als politisch unbelasteter Jurist galt, am 31. Oktober 1944 zum Oberbürgermeister ein. Als Bedingung dafür hatte Oppenhoff sich vorher die Zusicherung geben lassen, dass er nichts tun müsse, was seinen Mitbürgern, dem deutschen Volk und den Soldaten schaden würde. In einem Aufruf forderte er die Bewohner auf, an einem „neuen, wahrhaftigen und gerechten Vaterland für alle“ mitzubauen.

### „Aachener Skandal“
Ende 1944 kam der amerikanische Geheimdienstoffizier Saul K. Padover nach Aachen. Er führte Interviews mit Oppenhoff, van der Velden und vielen anderen Aachenern, die er 1946 veröffentlichte. Im Januar 1945 legte Padover zusammen mit zwei Mitarbeitern einen ausführlichen Bericht über die von Oppenhoff organisierte Zivilverwaltung Aachens vor. Daraus geht hervor, dass Oppenhoff eine streng katholisch-konservative, strikt antikommunistische und undemokratische politische Einstellung hatte. Auch habe er alle führenden Positionen der Verwaltung mit Anhängern seiner Weltanschauung besetzt, darunter der Textilhändler Kurt Pfeiffer, der Kunsthistoriker Peter Mennicken und der Textilindustrielle Josef Hirtz. Oppenhoff verfolgte nach Padovers Einschätzung einen Plan zur Errichtung einer autoritären Nachkriegsordnung nach dem Vorbild der Diktaturen Mussolinis oder Francos. Padover zufolge weigerte er sich, Sozialdemokraten, Kommunisten oder Gewerkschafter in die Zivilverwaltung einzubeziehen.
Der als „Aachener Skandal“ bekannt gewordene Vorfall fällt in eine bis in den Sommer 1945 hinein andauernde Klärungsphase der amerikanischen Besatzungspolitik, in der mehrere, auf unterschiedlichen ideologischen Vorannahmen und Erfahrungen basierende Konzepte für den Umgang mit der Bevölkerung in den von der NS-Herrschaft befreiten Gebieten Deutschlands miteinander konkurrierten. Padover war Repräsentant einer zu Beginn der Besatzung in maßgeblichen amerikanischen Regierungskreisen verbreiteten Vorstellung, die von einer großenteils fest im Nationalsozialismus verankerten, den Besatzern widerständig entgegentretenden deutschen Grundstimmung ausging. Um ihr zu begegnen, wollte diese Strömung hauptsächlich linke Kräfte mit Führungspositionen in Deutschland betrauen, da sie allein ein Reservoir an überzeugten Nazigegnern aufzubieten hätten. Dementsprechend alarmiert zeigte sich Padover von der Tatsache, dass Oppenhoffs konservative Regierung zum einen die Beteiligung linker Vertreter sabotierte, zum anderen aber ehemalige NSDAP-Mitglieder in ihren Reihen duldete, bei denen es sich allerdings weitgehend um unbedeutende Mitläufer handelte. Eine Unterscheidung zwischen „Mitläufern“ und „Belasteten“, die später zum Maßstab des amerikanischen Vorgehens wurde, war den besatzungspolitischen Akteuren der US-Armee zu dieser Zeit noch fremd. Die Entlassung von 27 in den Aachener Nachrichten namentlich aufgezählten Angestellten der neuen Stadtverwaltung Anfang Februar 1945 ging wohl direkt auf Padovers Berichte zurück. Innerhalb der Besatzungsarmee in Aachen formierten sich daraufhin zwei Lager, von denen eines die Personalsäuberungen befürwortete und für wesentlich größere Distanz der amerikanischen Besatzungstruppen zur lokalen deutschen Bevölkerung eintrat, während das andere Oppenhoff verteidigte und den anfangs verfolgten pragmatischeren Kurs fortsetzen wollte.
In Regierungskreisen stieß Padovers Berichterstattung auf große Akzeptanz und galt als glaubwürdig. Oppenhoffs Entlassung stand im Frühjahr praktisch unmittelbar bevor und wurde nur durch seine Ermordung hinfällig. Diese Wendung der Ereignisse stützte Padovers Befürchtungen einer zu großen Nähe der deutschen Stadtführung zu den Nazis allerdings nicht, sondern belegte im Gegenteil, dass die Nationalsozialisten Oppenhoff als Verräter betrachteten. Auch die Wahl von Oppenhoffs Nachfolger Wilhelm Rombach, der ebenfalls aus dem bürgerlich-katholischen Lager stammte und keine linke Vergangenheit besaß, entsprach nicht Padovers Vorstellungen. Erst ab Mai 1945 setzte sich angesichts des aufbrechenden Kalten Kriegs die von Robert Murphy propagierte vermittelnde Linie durch, die weder massiv die deutsche Linke stützen noch eine komplette Nichteinmischung im Sinne Henry Morgenthaus praktizieren wollte. Vielmehr setzte man nun für den Aufbau eines nichtnazistischen Westdeutschlands auf ein breites Spektrum von Vertretern der ‚Mitte‘ und wollte den Zugang zu politischen Entscheidungsämtern „sowohl der extremen Rechten als auch der extremen Linken“ verwehren. Murphy selbst hatte Aachen bereits kurz nach Oppenhoffs Ernennung besucht und dessen Mut damals gelobt.

### Ermordung

Nachruf der Stadtverwaltung
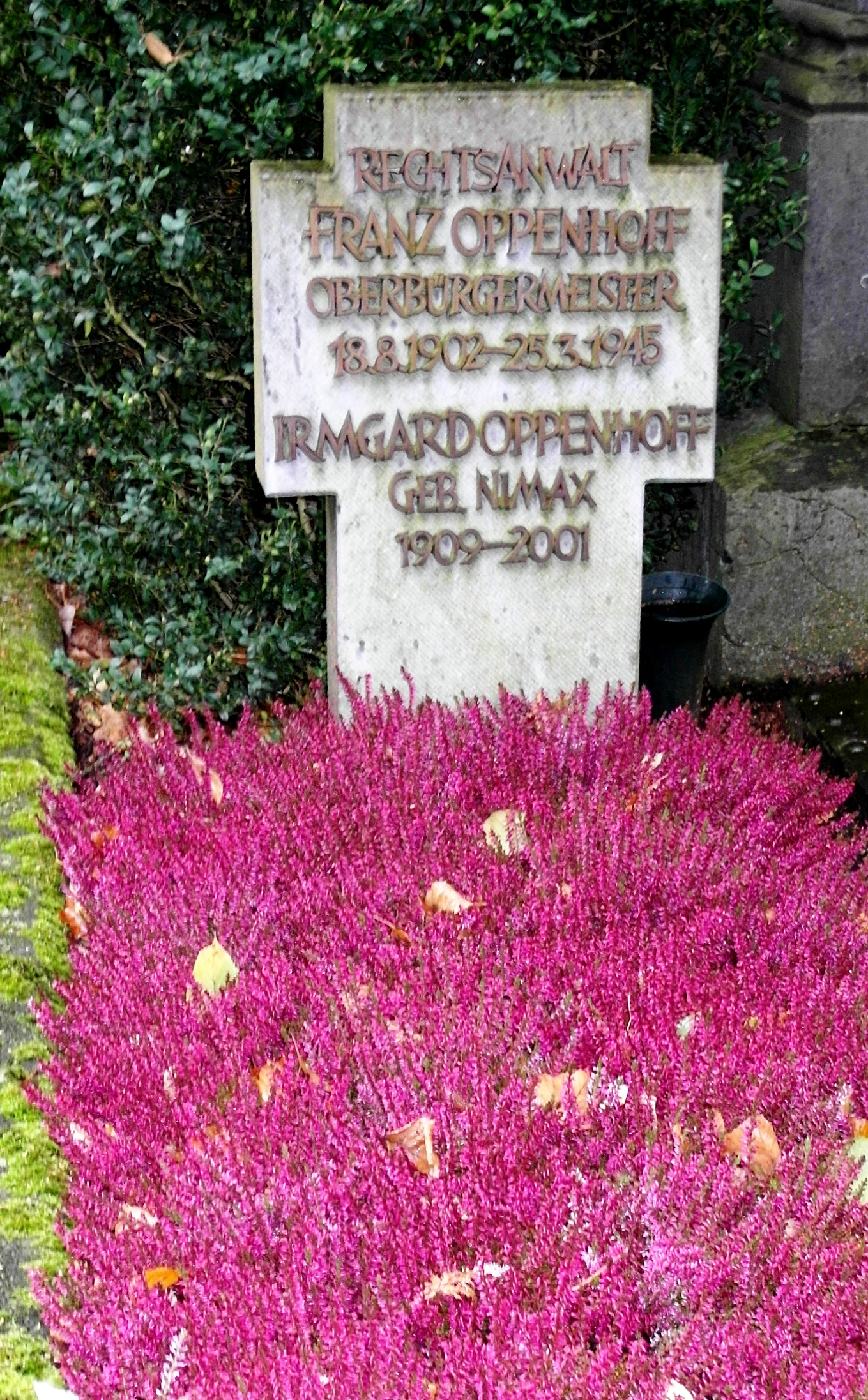
Oppenhoffs Grab, Ostfriedhof

Oppenhoff war sich darüber klar, dass die Nationalsozialisten ihm nach dem Leben trachteten. In einem Interview sagte er: „Sie haben geschworen, mich umzubringen, und ich fürchte, dass sie es auch tun werden. Es wird mir ergehen wie Rathenau und anderen. Vielleicht ist der Fallschirmspringer schon für mich bestimmt.“

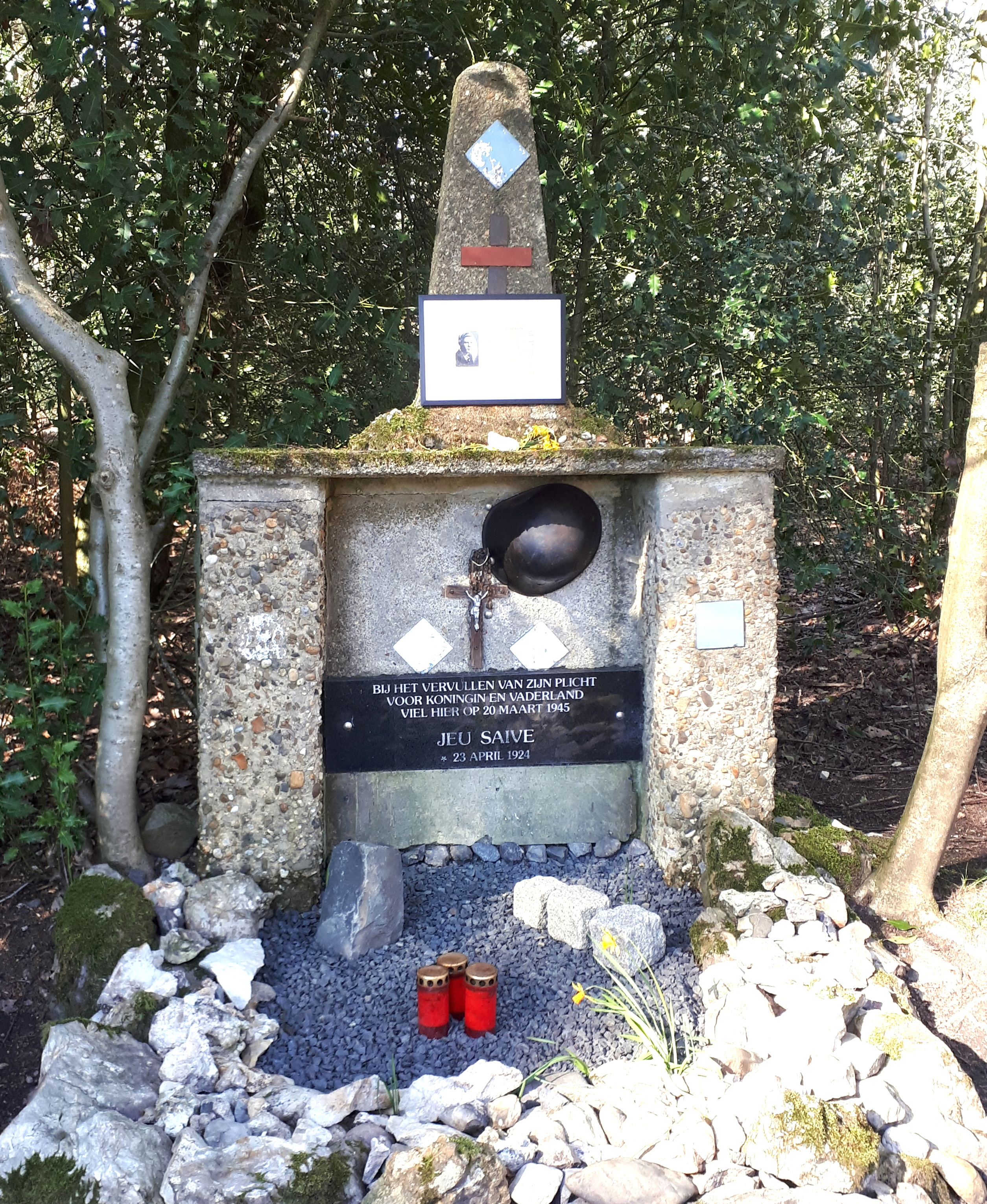
Denkmal für den getöteten 20-jährigen Grenzsoldaten Jeu Saive

Am 25. März 1945 (Palmsonntag) wurde Oppenhoff vor seinem Haus in der Eupener Straße ermordet. Nach heutiger Kenntnis handelte es sich dabei um ein aus Mitgliedern von SS und Luftwaffe zusammengestelltes Kommandounternehmen des nationalsozialistischen Werwolf, das den Mord auf direkten Befehl Heinrich Himmlers im Rahmen der „Operation Karneval“ beging.
Die Leitung der Operation hatte Hans-Adolf Prützmann als „Reichs-Werwolf“ (offiziell Generalinspekteur für Spezialabwehr beim Reichsführer SS). Der Trupp bestand aus SS-Untersturmführer Herbert Wenzel, SS-Unterscharführer Joseph Leitgeb, Georg Heidorn, Karl-Heinz Hennemann, der 22-jährigen Ilse Hirsch und dem 16-jährigen Hitlerjungen Erich Morgenschweiss. Sie gelangten mit einem erbeuteten amerikanischen Flugzeug des Typs B-17 hinter die Frontlinie und sprangen am 20. März 1945 mit Fallschirmen über belgischem Gebiet ab. An der niederländisch/belgischen Grenze wurden sie am 20. März von dem 20-jährigen niederländischen Grenzsoldaten Jeu Saive vom Grenzposten Wolfhaag bei Vaals entdeckt, den sie mit drei Schüssen niederstreckten. Für ihn wurde noch im März 1945 am Ort seiner tödlichen Verletzung ein Denkmal (Foto) errichtet. 
Die BDM-Hauptgruppenführerin Ilse Hirsch wurde dabei von dem Rest der Gruppe getrennt, kundschaftete das Ziel eigenständig aus und traf erst am 23. März zufällig zwei Mitglieder der Gruppe vor dem Aachener Arbeitsamt. Sie führte die Mitglieder des Kommandos am Abend des 25. März zum Haus von Franz Oppenhoff, wo dieser von Joseph Leitgeb durch einen Kopfschuss getötet wurde.
Oppenhoff wurde in der Familiengruft auf dem Aachener Ostfriedhof bestattet. Der spätere Oberstadtdirektor von Aachen, Anton Kurze, setzte sich maßgeblich dafür ein, dass Oppenhoffs Witwe eine Rente in der Höhe erhielt, als habe er seine Laufbahn ordnungsgemäß vollendet.

### Verfolgung der Täter
Das Kommando versuchte nach dem durchgeführten Auftrag, über den Rhein zurück ins unbesetzte Gebiet zu fliehen, wobei die Gruppe nach und nach zerfiel. Der mutmaßliche Mörder Oppenhoffs, der Österreicher Sepp Leitgeb, starb am Morgen des 27. März in der Eifel durch eine Mine. Ilse Hirsch wurde am Nachmittag desselben Tages am Ortsausgang von Schleiden durch eine Sprengfalle schwer am rechten Bein verletzt und zurückgelassen. Erich Morgenschweiss erlitt ebenfalls Verletzungen und wurde am Morgen des nächsten Tages zurückgelassen. SS-Untersturmführer Herbert Wenzel trennte sich von den übrigen Mitgliedern der Gruppe, bevor diese bei der Überquerung des Rheins von einer US-Patrouille festgenommen und zunächst als Kriegsgefangene inhaftiert wurden. Nach Recherchen des Historikers Hannes Heer soll Wenzel im heutigen Namibia unter dem Namen Fritz Brandt gelebt haben und 1981 verstorben sein.
Heidorn, Hennemann und Hirsch wurden durch den britischen Geheimdienst SIS aufgespürt und im Herbst 1949 vor das Landgericht Aachen gestellt. Erich Morgenschweiss wurde nicht angeklagt und trat nur als Zeuge auf. Ilse Hirsch wurde freigesprochen, Heidorn und Hennemann wurden zu 12 bzw. 18 Monaten Freiheitsstrafe verurteilt. In zwei Folgeverfahren wurden die Haftstrafen von demselben Gericht weiter abgemildert und schließlich nach dem Straffreiheitsgesetz von 1954 „wegen Befehlsnotstands“ ganz erlassen.
Der Aachener Rechtsanwalt Hans-Werner Fröhlich fand 2013 heraus, dass der Vorsitzende Richter der Aachener Kammer seit 1937 Mitglied der NSDAP und Angehöriger eines von den Nationalsozialisten eingerichteten Sondergerichts war; auch ein Beisitzer des Schwurgerichts war Mitglied der NSDAP gewesen.

## Ehrungen

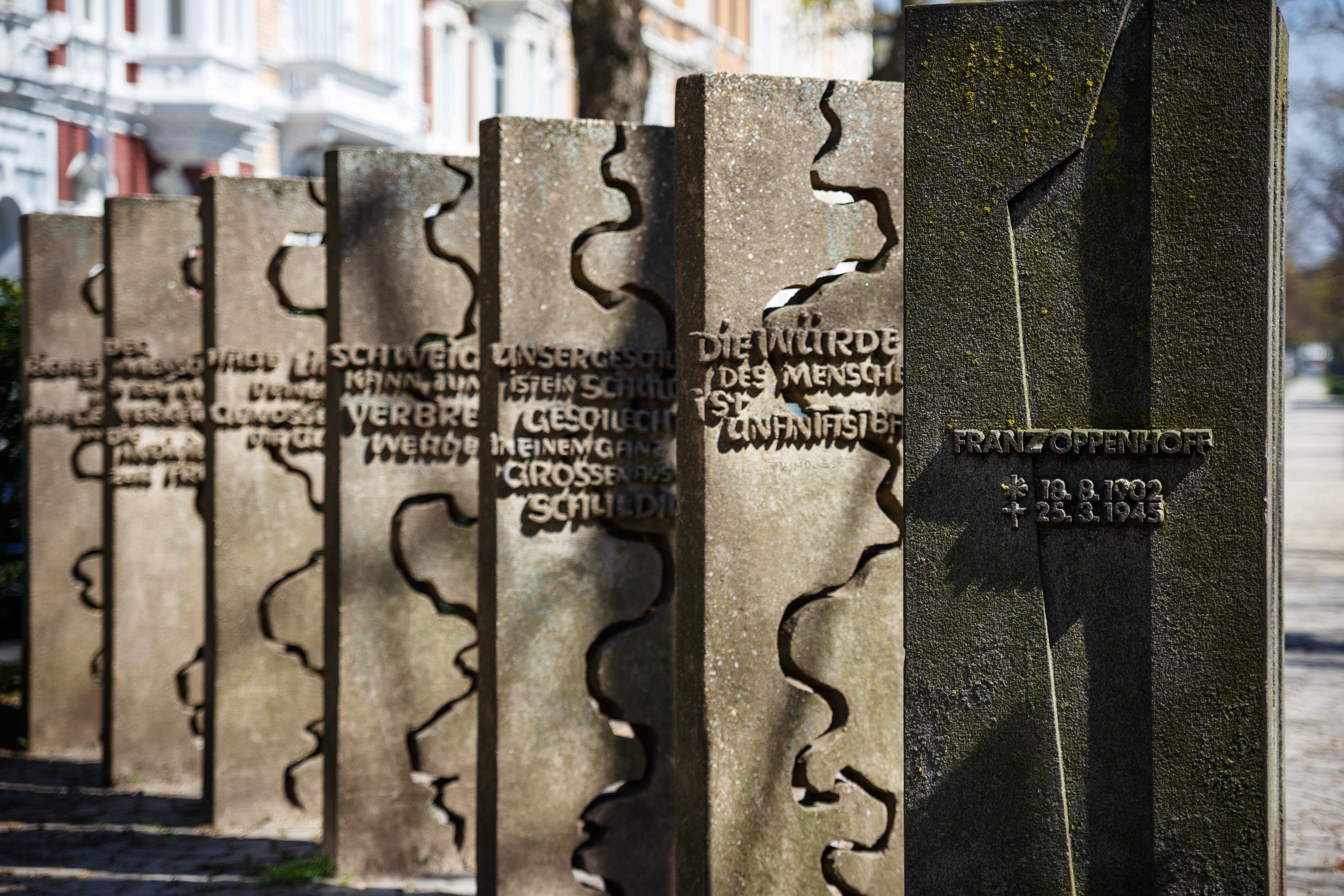
Franz Oppenhoff-Denkmal in der Oppenhoffallee Aachen
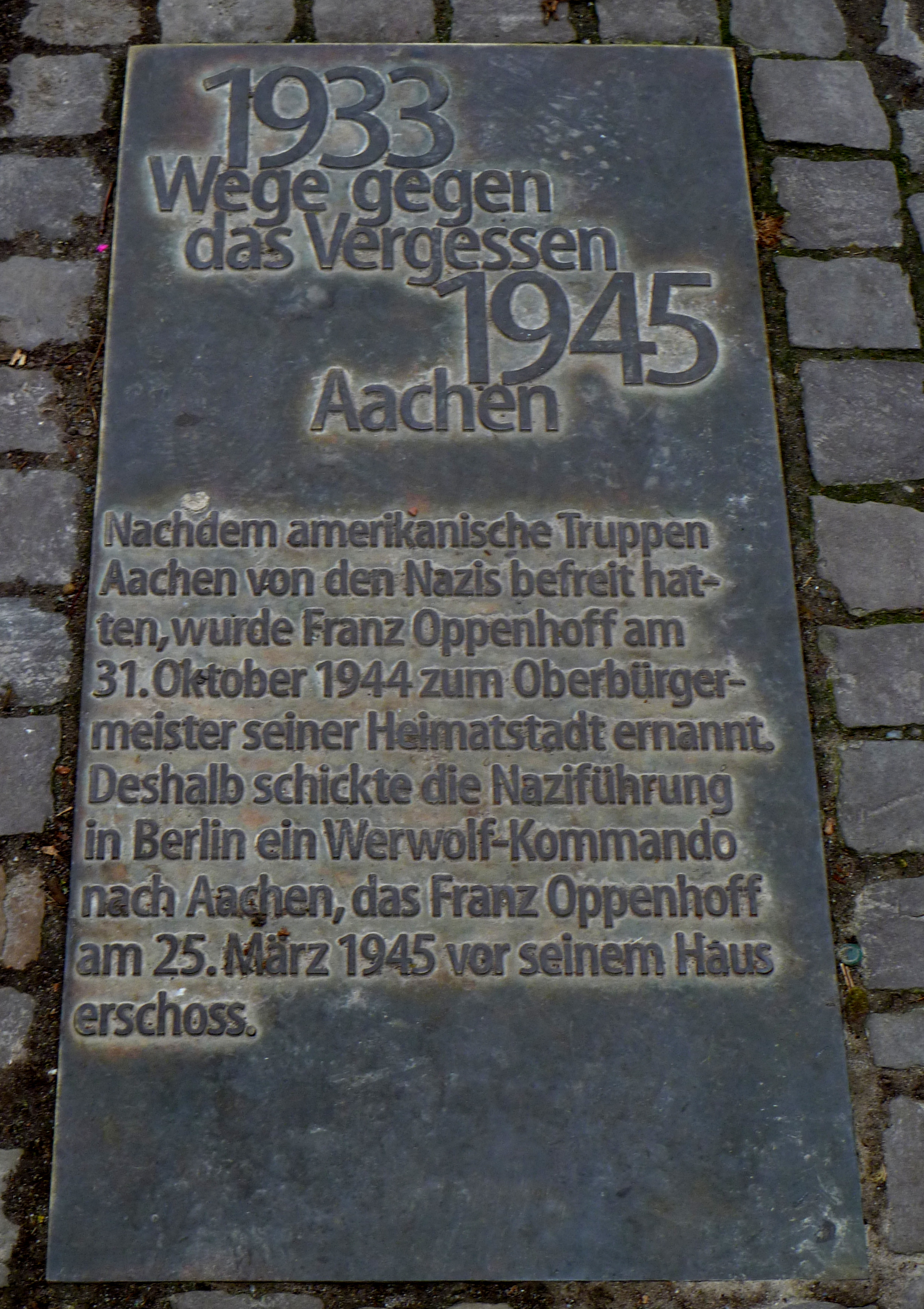
Gedenktafel

- Die Kaiser-Allee wurde in Oppenhoffallee umbenannt.[14] Zu Beginn der Allee in Höhe der Schlossstraße errichtete ihm die Stadt Aachen 1970 ein Denkmal.[15][16] Im Rahmen des Projektes Wege gegen das Vergessen wurde ein Gedenkstein mit folgender Inschrift im Boden eingelassen:

„Nachdem amerikanische Truppen Aachen von den Nazis befreit hatten, wurde Franz Oppenhoff am 31. Oktober 1944 zum Oberbürgermeister seiner Heimatstadt ernannt. Deshalb schickte die Naziführung in Berlin ein Werwolf-Kommando nach Aachen, das Franz Oppenhoff am 25. März 1945 vor seinem Haus erschoss“

- Der Historiker Hannes Heer drehte 1985 für den WDR einen Dokumentarfilm über Oppenhoffs Ermordung.[17]
- Die katholische Kirche hat Franz Oppenhoff im Jahr 1999 als Glaubenszeugen in das deutsche Martyrologium des 20. Jahrhunderts aufgenommen.[18]

### Dokumente
- LG Aachen, 22. Oktober 1949 – Erschiessung des von den Amerikanern ernannten Oberbürgermeisters von Aachen durch ein 'Werwolf-Kommando' auf Befehl Himmlers. In: Justiz und NS-Verbrechen. Sammlung deutscher Strafurteile wegen nationalsozialistischer Tötungsverbrechen 1945–1966. Band V, bearbeitet von Adelheid L. Rüter-Ehlermann und Christiaan F. Rüter, Amsterdam University Press, Amsterdam 1970, Nr. 173, S. 417–447 (Digitalisat).

### Lexika und Kurzbiografien
- Bernhard Poll: Franz Oppenhoff. In: Edmund Strutz (Hrsg.) Rheinische Lebensbilder. Band 1, Köln 1983, ISBN 3-7927-0717-9.
- Robert Jauch: Franz Oppenhoff. In: Siegfried Koß, Wolfgang Löhr (Hrsg.): Biographisches Lexikon des KV. 2. Teil (= Revocatio historiae. Band 3). SH-Verlag, Schernfeld 1993, ISBN 3-923621-98-1, S. 101 ff.
- Klaus Schwabe: Franz Oppenhoff. In: Bert Kasties, Manfred Sicking (Hrsg.): Aachener machen Geschichte. Porträts historischer Persönlichkeiten. Band 1, Shaker Verlag, Aachen 1997, ISBN 978-3-8265-3003-6, S. 171–184.
- August Brecher, Art.: Franz Oppenhoff, in: Helmut Moll (Hrsg. im Auftrag der Deutschen Bischofskonferenz), Zeugen für Christus. Das deutsche Martyrologium des 20. Jahrhunderts, Paderborn u. a. 1999, 8., erweiterte und aktualisierte Auflage 2024, Bd. 1, 63–65.
- Helmut Rönz, Keywan Klaus Münster: „Ich gehöre zu denen, die wissen, daß es fas tnicht mehr geht und die es doch immer wieder versuche.“ Franz Oppenhoff (1902–1945). In: dies.: Das Bistum Aachen im Nationalsozialismus. Eine Spurensuche in Biographien und Ereignissen. einhard, Aachen 2023 (Veröffentlichungen des Bischöflichen Diözesanarchivs Aachen; 52), ISBN 978-3-943748-71-0, S. 77–82.

### Forschungsliteratur
- Hans-Werner Fröhlich: Der Grabstein von Oberbürgermeister Franz Oppenhoff auf dem Ostfriedhof. In: Werner Pfeil u. a.: Die Geschichte Aachens in 55 Objekten. AKV Sammlung Crous, Aachen 2017 (Schriftenreihe AKV Sammlung Crous; 10), ISBN 978-3-9817499-3-9, S. 184–187.
- Volker Koop: Himmlers letztes Aufgebot. Die NS-Organisation »Werwolf«. Böhlau, Köln u. a. 2008, ISBN 978-3-412-20191-3 (eingeschränkte Vorschau in der Google-Buchsuche).
- Klaus Schwabe: Aachen am Ende des Zweiten Weltkrieges: Auftakt zur Nachkriegszeit? In: Kurt Düwell, Michael Matheus (Hrsg.): Kriegsende und Neubeginn. Westdeutschland und Luxemburg zwischen 1944 und 1947 (= Geschichtliche Landeskunde. 46). Herausgegeben vom Institut für Geschichtliche Landeskunde der Universität Mainz. Franz Steiner Verlag, Stuttgart 1997, ISBN 978-3-515-06974-8 (online veröffentlicht auf regionalgeschichte.net; dgl. eine englische Fassung unter Mitarbeit von Susan Wheadon).
- Wolfgang Trees, Charles Whiting: Unternehmen Karneval. Der Werwolf-Mord an Aachens Oberbürgermeister Oppenhoff. Triangel, Aachen 1982, ISBN 3-922974-02-3.

## Film
- Der Mordfall Oppenhoff. Werwölfe auf den Trümmern des Nazireiches. Dokumentarfilm von Hannes Heer, WDR 1985